# Hermann von Hanneken
Hermann Konstantin Albert Julius von Hanneken (Gotha, 5 gennaio 1890 – Herford, 22 luglio 1981) è stato un generale tedesco, comandante supremo delle forze d’occupazione naziste in Danimarca dal 29 settembre 1942 al gennaio 1945.

## Biografia
Nel 1908 von Hanneken finisce il corso di cadetto e viene promosso tenente. Nell'aprile 1917 viene trasferito allo Stato maggiore generale a Berlino e un anno dopo viene promosso Hauptmann

### La prima guerra mondiale
Durante la prima guerra mondiale von Hanneken viene trasferito al 260º reggimento di fanteria.
Dopo la sconfitta della Germania von Hanneken decide di aderire alla Reichswehr.

### Nel periodo tra le due guerre
Nel 1930 viene promosso maggiore e nel 1935 Oberstleutnant. Nel 1940 viene promosso Generalleutnant

### La seconda guerra mondiale
Il 12 ottobre 1942, a seguito della crisi del telegramma e della crescente resistenza della popolazione danese contro l'occupazione nazista indussero Hitler ad adottare una linea ancor più dura contro la Danimarca e di conseguenza il plenipotenziario nazista in Danimarca Cecil von Renthe-Fink venne sostituito con il più rigido Werner Best e von Hanneken rimpiazzò il comandante della Wehrmacht in Danimarca, Erich Lüdke.
Il 29 agosto 1943 von Hanneken impose la legge marziale provocando sempre maggiori scioperi, rivolte e atti di sabotaggio. Come ritorsione von Hanneken sciolse l'esercito, la polizia e la marina danesi.
Nel gennaio 1945 von Hanneken, accusato di corruzione e condannato a otto anni di carcere, venne sostituito da Georg Lindemann. Hitler decise di perdonarlo ma lo degradò a maggiore.
Dopo la fine della seconda guerra mondiale venne fatto prigioniero dall'esercito americano ed estradato in Danimarca dove venne condannato a otto anni di carcere. Assolto in appello nel 1949 venne espulso dalla Danimarca e tornò in Germania.